# ديباري
ديباري (بالإنجليزية: DeBary)‏ هي مدينة أمريكية تقع في ولاية فلوريدا. ويبلغ عدد سكانها 19320 نسمة حسب إحصاء سنة 2010 م 19320.